# Réserve naturelle d'État Laupāhoehoe
La réserve naturelle d'État Laupāhoehoe (anglais : Laupāhoehoe Natural Area Reserve) est une réserve naturelle d'Hawaï située sur la côte au vent de l'île du même nom. Elle protège une forêt humide du regroupement forestier Acacia koa-Metrosideros polymorpha.

## Géographie
La réserve de 31,95 km2 est située sur la côte au vent du Mauna Kea entre une altitude de 490 m et 1 400 m. De nombreux ruisseaux parcourent la réserve et les parties les moins bien drainées contiennent de nombreux petits lacs montagnards. Elle partage sa limite sud avec le refuge faunique national Hakalau Forest.

## Patrimoine naturel
La faune et la flore indigènes de Laupāhoehoe sont composées de 140 espèces de plantes  et de 9 espèces d'animaux. La réserve comprend cinq regroupements végétaux distincts, soit les forêts d’Acacia koa-Metrosideros polymorpha de piémont et de l'étage montagnard, les forêts Acacia koa-Cibotium sp., les prairies humides de Carex alligata, et une petite partie occupée par des espèces exotiques.